# Needy Guims
Needy Guims (né le 8 septembre 1974 à Chennevières-sur-Marne) est un athlète français, spécialiste du sprint et du relais.
Médaillé d'argent du 4 × 100 mètres lors des Championnats d'Europe d'athlétisme 1998 disputés à Budapest, son meilleur temps sur 100 mètres est de 10 s 20 réalisé à Bondoufle en 1996.
Aux Jeux olympiques de Sydney en 2000, avec ses partenaires Cheval, Krantz et David Patros, il termine cinquième du relais 4 × 100 mètres.